# Liste der Biografien/Dek
Liste der Biografien |
Portal Biografien |
Personensuche
# |
A |
B |
C |
D |
E |
F |
G |
H |
I |
J |
K |
L |
M |
N |
O |
P |
Q |
R |
S |
T |
U |
V |
W |
X |
Y |
Z |
?
 
Da |
Db |
Dc |
Dd |
De |
Dg |
Dh |
Di |
Dj |
Dk |
Dl |
Dm |
Dn |
Do |
Dq |
Dr |
Ds |
Du |
Dv |
Dw |
Dy |
Dz
 
De A |
De B |
De C |
De D |
De E |
De F |
De G |
De H |
De J |
De K |
De L |
De M |
De N |
De P |
De Q |
De R |
De S |
De T |
De V |
De W |
De Y |
De Z 

Dea |
Deb |
Dec |
Ded |
Dee |
Def |
Deg |
Deh |
Dei |
Dej |
Dek |
Del |
Dem |
Den |
Deo |
Dep |
Deq |
Der |
Des |
Det |
Deu |
Dev |
Dew |
Dex |
Dey |
Dez
Die Liste der Biografien führt alle Personen auf, die in der deutschsprachigen Wikipedia einen Artikel haben. Dieses ist eine Teilliste mit 92 Einträgen von Personen, deren Namen mit den Buchstaben „Dek“ beginnt.

## Dek

### Deka
- Deka, Oli (* 1980), indische Badmintonspielerin
- Dekaj, Dedë (* 1970), albanischer Gewichtheber
- Dekan, Anton (* 1948), österreichischer Schriftsteller und Musiker
- Dekanoidse, Chatia (* 1977), georgische bzw. ukrainische Politikerin
- Dekanosow, Wladimir Georgijewitsch (1898–1953), sowjetischer Politiker und Diplomat
- Děkanová, Vlasta (1909–1974), tschechoslowakische Kunstturnerin
- Dékány, Kinga (* 1973), ungarische Kanutin
- DeKay, Tim (* 1963), US-amerikanischer SchauspielerTim DeKay (* 1963)

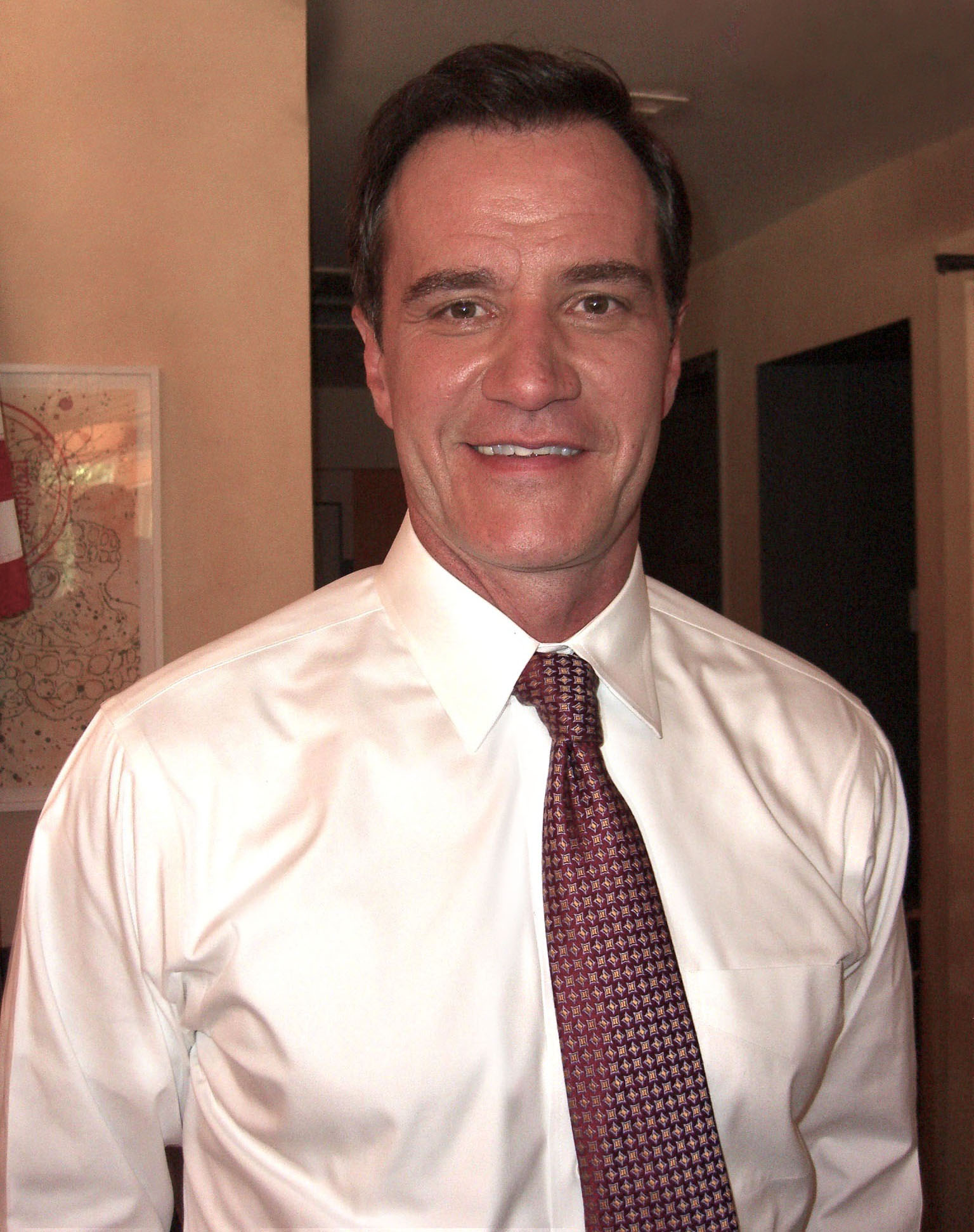
Tim DeKay (* 1963)

### Deke
- Dekein, Nicole (* 1966), deutsche Tischtennisspielerin
- Dekel, Dafna (* 1966), israelische Sängerin und Schauspielerin
- Dekel, Eddie (* 1958), amerikanischer Wirtschaftswissenschaftler
- Dekel, Michael (1920–1994), israelischer Politiker
- Dekel, Mikhal (* 1965), israelisch-US-amerikanische Literaturwissenschaftlerin
- Dekelver, Dieter (* 1979), belgischer Fußballspieler
- Deken, Aagje (1741–1804), niederländische Dichterin
- Deker, Christian (* 1982), deutscher Journalist (ARD, ZDF) und Jurist
- Deker, Paul G. (1943–2011), deutscher Fotograf
- Deketer, Manon (* 1998), französische Judoka
- DeKeyser, Danny (* 1990), US-amerikanischer Eishockeyspieler
- Dekeyser, Robert (* 1964), belgischer Fußballspieler und UnternehmerRobert Dekeyser (* 1964)

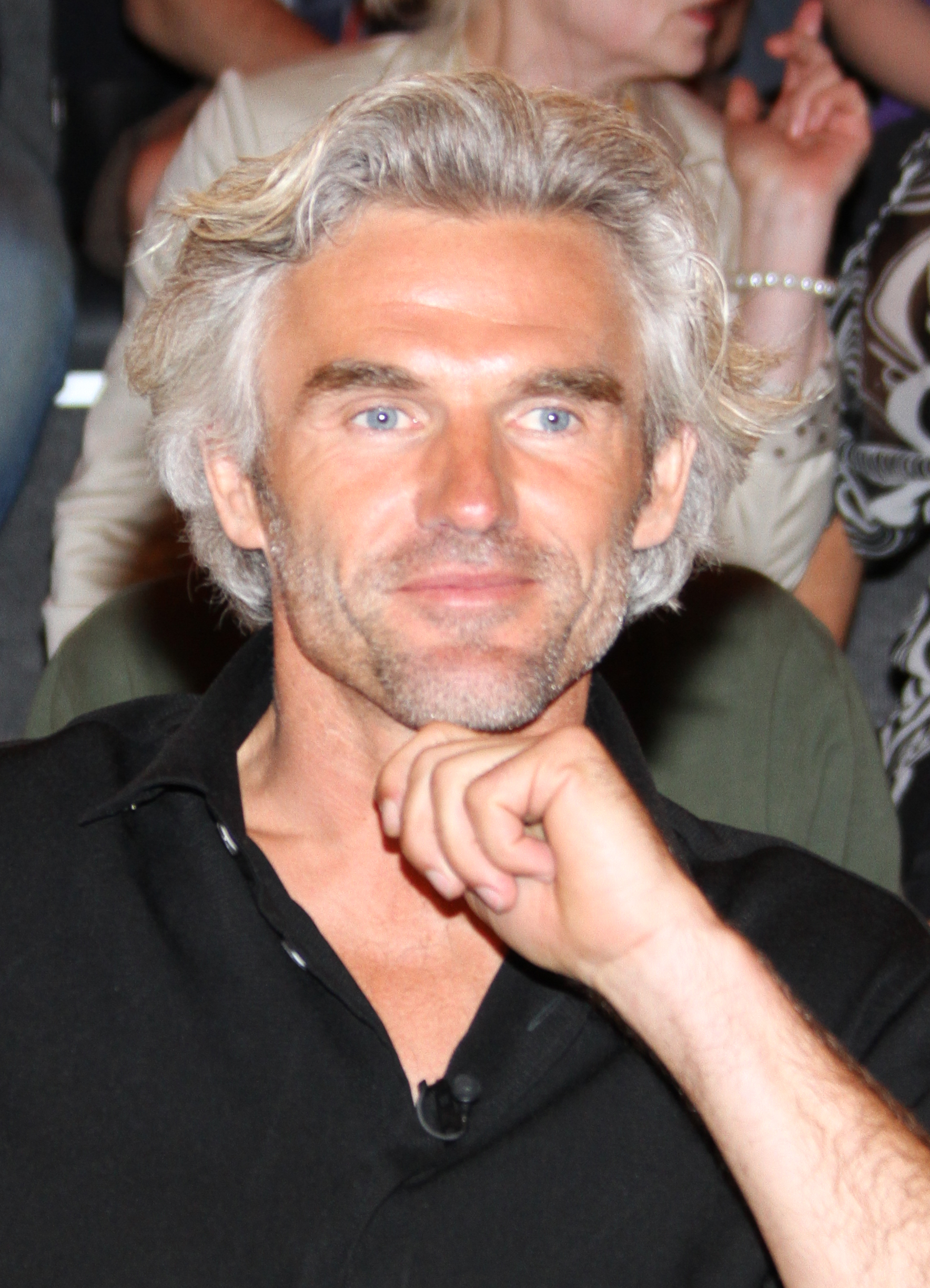
Robert Dekeyser (* 1964)

### Dekh
- Dekhar, Abdelhakim (* 1965), französischer mutmaßlicher Attentäter

### Deki
- Dekiert, Marcus (* 1970), deutscher Kunsthistoriker

### Dekk
- Dekk, Dorrit (1917–2014), tschechisch-britische Grafikdesignerin, Druckgrafikerin und Malerin
- Dekker, Albert (1905–1968), US-amerikanischer Schauspieler und Politiker
- Dekker, Anouk (* 1986), niederländische Fußballspielerin
- Dekker, Cees (* 1959), niederländischer Nanowissenschaftler
- Dekker, Cor (* 1987), norwegischer Dartspieler
- Dekker, David (* 1998), niederländischer Radrennfahrer
- Dekker, Desmond (1941–2006), jamaikanischer Reggae-Komponist und Ska-Sänger
- Dekker, Erik (* 1970), niederländischer Radrennfahrer
- Dekker, Femke (* 1979), niederländische Ruderin
- Dekker, Fred (* 1959), US-amerikanischer Regisseur, Drehbuchautor
- Dekker, George (1934–2010), amerikanischer Literaturwissenschaftler
- Dekker, Hans (* 1969), niederländischer Jazzschlagzeuger
- Dekker, Hendrik Adriaan Christiaan (1836–1905), niederländischer Porträt- und Genremaler sowie Zeichner, Lithograf und Radierer
- Dekker, Inge (* 1985), niederländische Schwimmerin
- Dekker, Jacob Gelt (1948–2019), niederländischer Unternehmer
- Dekker, Jan (* 1990), niederländischer Dartspieler
- Dekker, Laura (* 1995), niederländisch-neuseeländisch-deutsche NachwuchsseglerinLaura Dekker (* 1995)

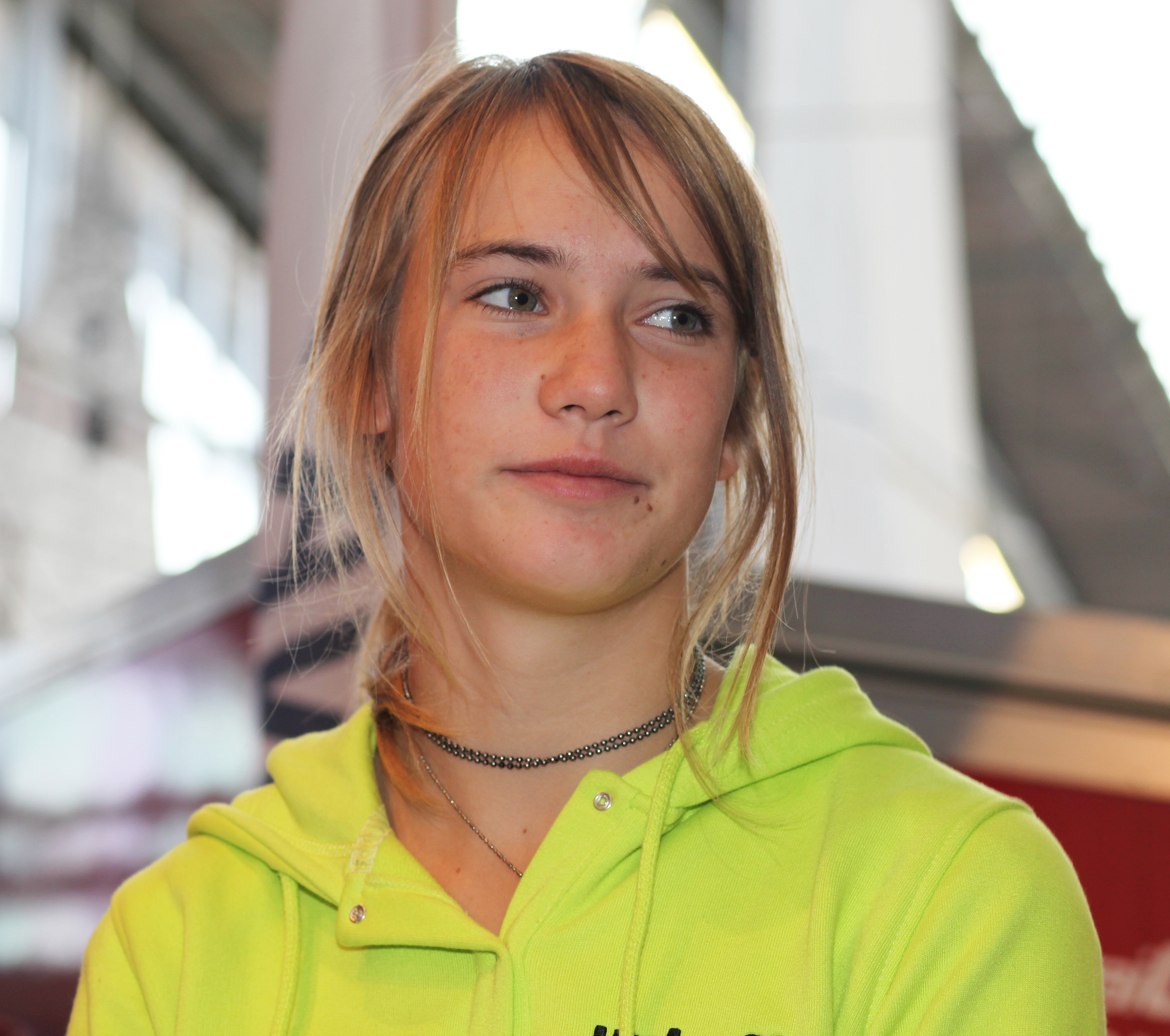
Laura Dekker (* 1995)

- Dekker, Louis (1894–1973), niederländischer Ruderer
- Dekker, Maurits (1896–1962), niederländischer Schriftsteller
- Dekker, Melanie (* 1971), kanadische Sängerin
- Dekker, Michelle (* 1996), niederländische Snowboarderin
- Dekker, Nynke (* 1971), niederländische Biophysikerin
- Dekker, Ron (* 1966), niederländischer Schwimmer
- Dekker, Sam (* 1994), amerikanischer Basketballspieler
- Dekker, Sander (* 1975), niederländischer Politiker der VVD
- Dekker, Sarah (* 2001), niederländische Handballspielerin
- Dekker, Sybilla (* 1942), niederländische Politikerin (VVD) und Staatsministerin
- Dekker, Theodorus (1927–2021), niederländischer Mathematiker
- Dekker, Thomas († 1632), englischer Dramatiker
- Dekker, Thomas (* 1984), niederländischer Radrennfahrer
- Dekker, Thomas (* 1987), US-amerikanischer FilmschauspielerThomas Dekker (* 1987)

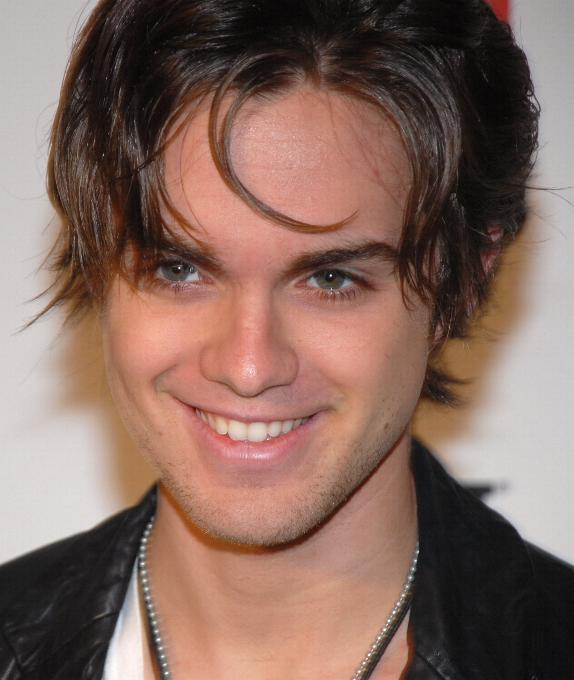
Thomas Dekker (* 1987)

- Dekker, Tristan (* 1998), niederländischer Fußballspieler
- Dekker, Wisse (1924–2012), niederländischer Manager
- Dekkerhus, Cathrine (* 1992), norwegische Fußballspielerin
- Dekkerhus, Cecilie (* 1997), norwegische Fußballspielerin
- Dekkers, Ad (1938–1974), niederländischer Bildhauer
- Dekkers, Ad (1953–2002), niederländischer Radrennfahrer
- Dekkers, Eligius (1915–1998), belgischer Ordensgeistlicher, Theologe und Benediktiner
- Dekkers, Elizabeth (* 2004), australische Schwimmerin
- Dekkers, Frank (* 1961), niederländischer Künstler
- Dekkers, Frederik (1644–1720), niederländischer Mediziner
- Dekkers, Ger (1929–2020), niederländischer Fotograf
- Dekkers, Hans (1928–1984), niederländischer Radrennfahrer
- Dekkers, Hans (* 1981), niederländischer Radrennfahrer
- Dekkers, Hens (1915–1966), niederländischer Boxer
- Dekkers, Hurnet (* 1974), niederländische Ruderin
- Dekkers, Marijn (* 1957), niederländisch-amerikanischer Manager und Chemiker
- Dekkers, Midas (* 1946), niederländischer Biologe, Journalist und Schriftsteller
- Dekkers, Ramon (1969–2013), niederländischer ThaiboxerRamon Dekkers (1969–2013)

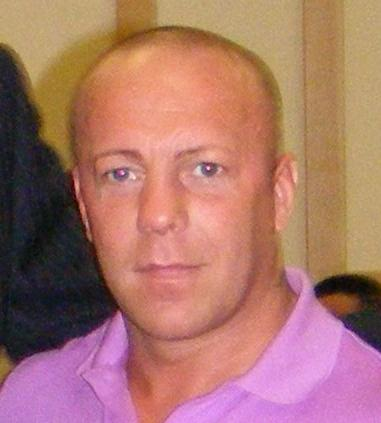
Ramon Dekkers (1969–2013)

- Dekkers, Rudi (1956–2024), niederländischer Unternehmer
- Dekkers, Tin (1916–2005), niederländischer Boxer
- Dekking-van Haeften, Anna (1903–1985), niederländische Bildhauerin und Zeichnerin
- Dekko, Espen (* 1968), norwegischer Puppenspieler, Regisseur und Kinderbuchautor

### Dekl
- Dekleva, Milan (* 1946), slowenischer Lyriker, Schriftsteller, Dramatiker, Journalist und Übersetzer
- Deklin, Mark (* 1967), US-amerikanischer SchauspielerMark Deklin (* 1967)

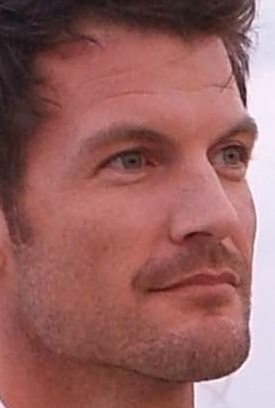
Mark Deklin (* 1967)

### Dekm
- Dekmeijere, Līga (* 1983), lettische Tennisspielerin

### Dekn
- Deknatel, Johannes (1698–1759), mennonitischer Theologe
- DeKnight, Steven S., US-amerikanischer Drehbuchautor, Fernsehproduzent und Fernsehregisseur

### Deko
- Deko, Eleftheria, griechische Lichtkünstlerin
- Dekobra, Maurice (1885–1973), französischer Schriftsteller, Journalist und Übersetzer
- DeKoning, Patrick (* 1961), belgischer Bogenschütze
- Dekonski, Igor Konstantinowitsch (1938–2002), sowjetischer Eishockeyspieler
- Deković, Ivo (* 1952), deutsch-kroatischer Künstler
- Dekowski, Felix (1827–1876), Jurist, Reichstagsabgeordneter

### Dekr
- Dekron, John (* 1967), deutscher Künstler

### Dekt
- Dektjarjowa, Tatjana Walerjewna (* 1981), russische Hürdenläuferin

### Deku
- Deku, Anthony (1923–2015), ghanaischer Politiker und hoher Polizeibeamter
- Deku, Henry (1909–1993), deutscher Philosoph
- Deku, Maria (1901–1983), deutsche Politikerin (CSU), MdL, Friedensaktivistin
- Dekuysscher, Camiel (1916–1988), belgischer Radrennfahrer